# Sorry I'm Late
Sorry I'm Late é o segundo álbum de estúdio da cantora britânica Cher Lloyd. Foi lançado em 23 de maio de 2014 pela Epic Records e Mr. Kanani. Lloyd co-escreveu cinco músicas do álbum, trabalhando com novos produtores e compositores como Beth Ditto e Tove Lo.
"Sorry I'm Late" recebeu, geralmente, críticas positivas durante seu lançamento nos EUA, com muitos críticos elogiando a personalidade e vulnerabilidade de Lloyd no álbum, e comentando sobre a maturidade em comparação com seu álbum de estreia Sticks and Stones (2011). O álbum teve dois singles até agora, "I Wish" e "Sirens", sendo que ambos receberam comentários igualmente positivos.

## Antecedentes
Em 16 de outubro de 2013, Lloyd disse à Billboard que o título de seu segundo álbum de estúdio é Sorry I'm Late. Ela explicou: "Eu acho que tem dois significados. [...] Faz muito tempo que eu fiz algo novo, mas, para mim, é como uma pessoa. Quer dizer, eu passei um monte de tempo tentando descobrir quem eu sou, e eu acho que todo mundo passa por isso ".
Em novembro de 2013, durante uma entrevista com Larry King, Lloyd confirmou que ela havia deixado Syco Music depois que ela e Cowell discordaram sobre sua carreira na música. Lloyd também confirmou que seu novo álbum, que era originalmente com lançamento previsto para novembro, foi adiado até o início de 2014, apesar de estar quase finalizado. Ela comentou: "Meu álbum foi empurrado para trás e eu não estou feliz com isso. É tudo feito, mas estou atualmente em estúdio pelo resto da semana para tentar encontrar um pouco mais de "magia". [...] Era para estar saindo em novembro. Agora eu acho que vai ser no início do próximo ano".
A versão explícita da capa do álbum retrata Lloyd fumando enquanto está em uma banheira; na capa censurada, é retirada a fumaça do cigarro. Em 20 de maio de 2014, uma semana antes do lançamento, Lloyd fez o álbum disponível para streaming online na MTV.com. Para o álbum, Lloyd trabalhou com Beth Ditto e Tove Lo.

## Singles
O primeiro single do álbum, "I Wish", com participação do rapper americano TI, estreou em 31 de agosto de 2013 após ser vazado dois dias antes. Foi lançado oficialmente no dia 2 de setembro de 2013. A canção recebeu críticas positivas e sucesso moderado no gráfico dos EUA, e alcançou o top 40 na Austrália e Bélgica e a posição #16 na Nova Zelândia. O videoclipe, dirigido por Gil Verde, foi lançado em seu canal oficial da Vevo em 24 de setembro de 2013.
O segundo single, "Sirens", estreou em 14 de março de 2014 na estação de rádio americana Sirius XM Radio e foi lançado em 17 de março, juntamente com a pré-venda digital do álbum. A canção tem recebido elogios da crítica dos críticos de música. O videoclipe para a canção estreou em 29 de abril de 2014.
"Dirty Love" estreou em 28 de março de 2014 como o primeiro single promocional do álbum. "Human" foi lançado como o segundo single promocional em 11 de Abril de 2014. "Bind Your Love", terceiro single promocional, foi lançado em 27 de abril de 2014. "M.F.P.O.T.Y. (Mo**er Fu**er Party Of The Year)" foi lançada como o quarto e último single promocional em 11 de Maio de 2014, porém, vazou na internet no dia 1 de Maio de 2014.

## Turnê
Lloyd confirmou que ela estaria fazendo 34 shows em toda a América do Norte na I Wish Tour como parte da promoção do álbum. Ela começou em 6 de setembro de 2013, em Washington, DC, e concluiu em Orlando, Flórida, em 24 de Maio de 2014. Os atos de abertura incluem Fifth Harmony, Zara Larsson e Jackson Guthy. Durante a turnê Lloyd apresentou novas canções, exceto Killin 'It e Alone with Me.

## Recepção crítica
| Críticas profissionais | Críticas profissionais |
| Pontuações agregadas   | Pontuações agregadas   |
| Fonte                  | Avaliação              |
| ---------------------- | ---------------------- |
| Metacritic             | TBC                    |
| Avaliações da crítica  |                        |
| Fonte                  | Avaliação              |
| AllMusic               | [ 16 ]                 |
| Idolator               | [ 17 ]                 |
| ABC                    | [ 18 ]                 |
| Popdust                | [ 19 ]                 |
| Time Magazine          | (Positivo)             |
| ContactMusic.com       | (Positivo)             |

Após a sua liberação, "Sorry I'm Late" recebeu críticas positivas dos críticos de música, com destaque à maturidade do conteúdo do álbum e direção musical de Lloyd. Idolator deu ao álbum 3,5/5, dizendo: "Sorry I'm Late compensou a espera. Embora ainda seja que a música seja um pop fresco, que é certo para estar na playlist de todos os adolescentes neste verão, ele tem elementos que mostram Lloyd como uma jovem mulher crescendo". Eles elogiaram ainda mais o conteúdo lírico, dizendo que "Há uma série de faixas aqui que mostram o crescimento e a maturidade de Cher. As letras mostram que elas não são apenas sobre rejeitar um garoto e sair com as amigas", rotulando Sirens, Sweet Despair, e Goodnight como destaques do álbum. Contact Music elogiou fortemente o álbum, dizendo que é "um sucesso absoluto", e ainda chamando-o de "um dos melhores álbuns pop você vai encontrar este ano." Ele também elogiou a "Dirty Love", "Human" e "Killin' It", como os destaques do álbum. AllMusic também elogiou o álbum, concedeu-lhe um 4/5. Eles disseram que o álbum "encontra o ex-participante do X-Factor britânico vencendo apenas o suficiente de seu debut de 2011 para mostrar o crescimento, mantendo todas as suas sensíveis e brilhantes batidas de pop infecciosas". Eles fecharam seu comentário, afirmando "no mundo das divas pop, produções powerhouse-embaladas, batidas do século 21, e conteúdo lírico, Lloyd sai como uma garota simpática ao lado natural, com uma atitude queen-size e voz para corresponder". ABC também elogiou o álbum, atribuindo-lhe 3,5/5 e destacando as faixas "Human", "Sweet Despair" e "Bind Your Love". Eles afirmaram: "Lloyd é um fogo de artifício explodindo de um artista e ela carrega este álbum para um novo nível. É evidente que ela vai ficar ainda melhor com cada álbum que ela faz. Dado o seu progresso até agora, agora sabemos que ela pode alcançar grandes passos ", e encerrou a sua revisão, dizendo: "Cher Lloyd está vitoriosa".
Jason Scott de Popdust deu ao álbum 4/5, afirmando que ele "poderia muito bem se curvar do mainstream em uma nova direção refrescante". Ele também elogiou fortemente "Sirens", chamando a faixa "um dos melhores lançamentos do ano, de qualquer gênero" e fechou o comentário, afirmando "Os fãs não poderiam pedir mais em um projeto que vê uma das estrelas em ascensão mais promissoras que derramou seu ex-chiclete  e encontrou um som mais maduro e complexo. Sua (nova) voz é alta e clara, destacou "Sirens", "Human"," I Wish "e" Killin 'It". A Time Magazine também elogiou o álbum, dizendo que "abandona o que a deixou popular e não tira seu interesse". Eles fecharam seu comentário, afirmando "Embora Lloyd tenha acesso a alguns dos principais produtores de pop, ela não emitiu o tipo de hit inescapável necessário para que ela seja adicionada à lista. (Ela chega muito perto de" Sirens "). Mas, novamente, ela pode não precisar. Com uma base de fãs muito jovem tão dedicada a ela, ela tem um público-alvo considerável já em vigor".

## Vendas
Em 20 de maio de 2014, Nielsen SoundScan divulgou seu Chart Building, que projetou Sorry I'm Late  no número nove da Billboard 200. Porém, o álbum debutou na 12ª posição, vendendo 17,000 unidades na primeira semana. Até Dezembro de 2014, o álbum já vendeu 41,000 cópias nos Estados Unidos.
No Reino Unido e na Irlanda, o disco foi lançado dois meses depois. Sorry I'm Late teve seu pico no número 58 na parada Irish Albums Chart, e no número 21 na UK Albums Chart. Na semana seguinte, o álbum saiu da parada de discos do Reino Unido.

## Faixas
| N.º            | Título                       | Compositor(es)                                                                | Produtor(es)                                | Duração |  |
| 1.             | "Just Be Mine"               | Benjamin Levin, Shellback, Mike Posner                                        | Benny Blanco, Shellback                     | 3:15    |  |
| 2.             | "Bind Your Love"             | Ina Wroldsen, Rami Yacoub, Carl Falk, Shellback                               | Yacoub, Falk, Shellback                     | 3:36    |  |
| 3.             | "I Wish" (participando T.I.) | Shellback, Ilya Salmanzadeh, Savan Kotecha, Oscar Görres, T.I.                | Shellback, Ilya, OzGo                       | 3:32    |  |
| 4.             | "Sirens"                     | Wroldsen, Yacoub, Falk                                                        | Yacoub, Falk                                | 3:55    |  |
| 5.             | "Dirty Love"                 | Cher Lloyd, Shellback, Max Martin, Kotecha, Ludvig Söderberg, Jakob Jerlström | The Struts, Shellback                       | 3:18    |  |
| 6.             | "Human"                      | Laura Pergolizzi, Catt Gravitt, Robert Marvin                                 | Robert Marvin, Gravitt[a]                   | 3:29    |  |
| 7.             | "Sweet Despair"              | Lloyd, Jason Evigan, Beth Ditto                                               | Evigan                                      | 3:17    |  |
| 8.             | "Killin' It"                 | Lloyd, Shellback, Söderberg, Jerlström, Tove Lo, Kotecha                      | The Struts, Shellback                       | 2:54    |  |
| 9.             | "Goodnight"                  | Lloyd, Sean, Johan Carlsson, Matt Squire, Emily Wright[b]                     | Squire J. Carlsson Wright                   | 3:25    |  |
| 10.            | "M.F.P.O.T.Y."               | Lloyd, J. Carlsson, Kotecha, Marco Borrero                                    | J. Carlsson, Mag Kotecha, Peter Carlsson[b] | 3:16    |  |
| 11.            | "Alone with Me"              | Shellback, Oscar Holter, Kotecha                                              | Holter, Shellback                           | 3:18    |  |
| Duração total: | Duração total:               | Duração total:                                                                | Duração total:                              | 38:15   |  |

| Lista de faixas |                                            |                        |                    |         |  |
| N.º             | Título                                     | Compositor(es)         | Produtor(es)       | Duração |  |
| 1.              | "Human[c]" (Ao vivo no Swinghouse Studios) | LP, Gravitt, Marvin    | Jon Ketchum, Lloyd | 2:38    |  |
| 2.              | "Sirens[c]" (Remix de Jenaux)              | Wroldsen, Yacoub, Falk | Jenaux[d]          | 3:24    |  |

Notas
- ↑[a]  significa um produtor vocal adicional
- ↑[b]  significa um produtor vocal
- ↑[c]  faixas bônus para Target[25] e Japão[26]
- ↑[d]  significa um remixer

## Gráficos musicais
| Gráfico (2014)               | Posições nos gráficos |
| ---------------------------- | --------------------- |
| Austrália (ARIA)             | 23                    |
| Países Baixos (Dutch Charts) | 94                    |
| Nova Zelândia (RMNZ)         | 26                    |
| Espanha (PROMUSICAE)         | 52                    |
| EUA Billboard 200            | 12                    |

## Histórico de lançamento
| País           | Data                | Versão       | Formato             | Gravadora | Ref.   |
| -------------- | ------------------- | ------------ | ------------------- | --------- | ------ |
| Austrália      | 23 de Maio de 2014  | Comum        | CD digital download | Epic      | [ 31 ] |
| Países Baixos  | 23 de Maio de 2014  | Comum        | CD digital download | Epic      | [ 32 ] |
| Canadá         | 27 de Maio de 2014  | Comum        | CD digital download | Epic      | [ 33 ] |
| Estados Unidos | 27 de Maio de 2014  | Comum deluxe | CD digital download | Epic      | [ 34 ] |
| Reino Unido    | 28 de Julho de 2014 | Comum        | CD digital download | Epic      | [ 35 ] |